# Миколаївський собор Покровського монастиря (Київ)
Микола́ївський собо́р — православний храм у Києві, головна споруда комплексу Покровського жіночого монастиря. Найбільш об'ємна сакральна будівля Києва.

## Історія проектування і спорудження
На початковому етапі існування Покровського монастиря його засновниця — велика княгиня Олександра Петрівна — мусила обмежитися доволі скромною дерев'яною Покровською церквою. У звіті монастиря відзначалося: «На улаштування монастиря і лікарень при ньому, а також на задоволення потреб хворих знадобилися великі витрати, а тому про будівництво великого кам'яного храму спочатку не могло йтися. Тільки через кілька років, коли матеріальне напруження, в розумінні коштів, потроху зменшувалося, можна було подумати і про будівництво кам'яного храму». Зрештою, у 1895 році місто надало обителі додаткову ділянку землі під новобудову, а у 1896-му було розпочато проектування і спорудження собору.
Ескіз проекту, на прохання великої княгині, підготував її син Петро Миколайович. За його малюнком архітектор Володимир Ніколаєв розробив проєктні креслення. Храму було надано пирамідальної форми, його вінчали загалом 15 цибулястих бань різної величини (головна центральна баня, по 4 наріжних у два яруси, окремі бані над вівтарем, над вівтарною апсидою, над західним фасадом, а також малі бані над шатровими завершеннями трьох порталів з північного. західного й південного боку). Оформлення набуло рис «російського стилю»; разом з тим, укрупнення декоративних елементів — кокошників, «гирьок», аркатур тощо — притаманне естетиці раннього модерну.
Урочиста закладка храму була приурочена до відвідання Києва Миколою ІІ. Вона відбулася 21 серпня (2 вересня) 1896 року у присутності імператора та імператриці. Микола ІІ особисто поклав цеглину до підвалин майбутнього собору, котрий було вирішено найменувати на честь Святителя Миколая Мирлікійського, співіменного імператорові та покійному чоловікові княгині-засновниці.
До 1900 року спорудження велетенського собору вже було завершене «учорні» (без опоряджувальних робіт), але смерть великої княгині Олександри Петрівни дещо уповільнила будівництво. Усі будівельні витрати, що склали у підсумку 392 257 руб. 90 коп., забезпечувалися благодійними пожертвами (серед провідних жертвувачів був Нікола Терещенко).

Спорудження велося з цегли, якої було використано 6 мільйонів штук (інформація у деяких джерелах про те, що в соборі застосовано залізобетонні склепінчасті конструкції, не підтверджується докладним звітом про будівництво). Конструктивну «родзинку» будівлі становить центральне ядро собору — квадратний у плані простір площею близько 20×20 м, перекритий цегляним склепінням, що спирається на перехрещені діагональні арки, без застосування парусів і барабану. Розрахунок цього неординарного вирішення разом з відповідальним будівником В. Ніколаєвим виконав молодий зодчий О. Вербицький. 

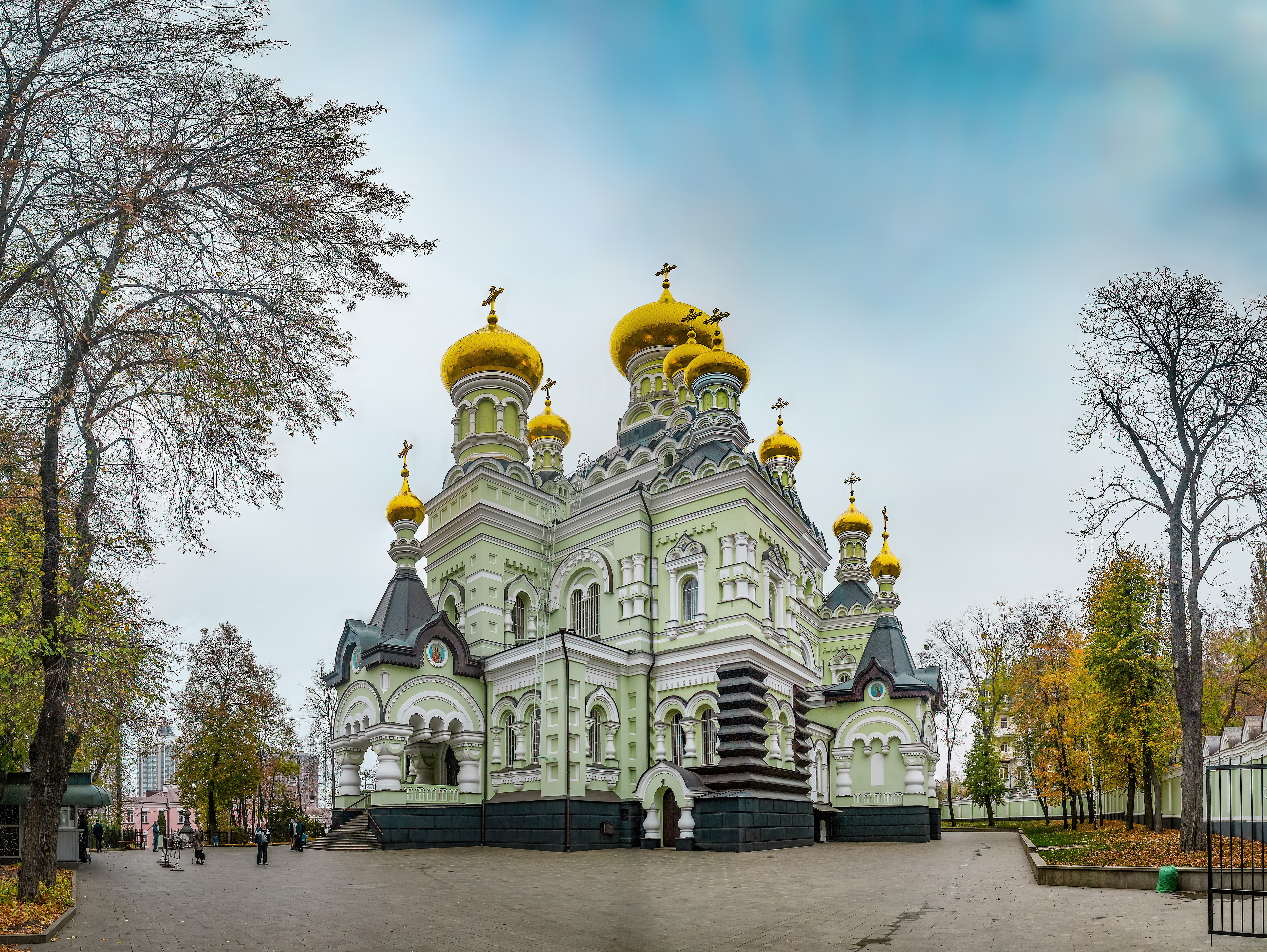
Свято-Миколаївський собор

Освячення собору відбулося 9 (22) травня 1911 року. Головний престол іменувався на честь Св. Миколая Мирлікійського, престол північного приділу — в ім'я Св. Апостола Петра та Св. Миколи Качанова, новгородського чудотворця, престол південного приділу — в ім'я Св. Великомучениці Анастасії та Св. Цариці Олександри. У цокольному об'ємі було влаштовано також нижній храм із головним престолом на честь Ікони Божої Матері «Живоносне Джерело» (освячений 1918 року).
Первісний інтер'єр храму через нестачу коштів виглядав досить скромно. У головному іконостасі, виготовленому за проектом великого князя Петра Миколайовича, були ікони Спасителя й Богоматері, надіслані з Петербурга, інші написали сестри-послушниці в монастирській майстерні. Святинею собору вважалася подарована імператорською родиною фамільна реліквія Романових — ікона Божої Матері «Всіх Скорботних Радість». Стіни не були розписані.

## Використання за радянських часів
У післяреволюційні часи, після закриття обителі, собор перетворився на парафіяльний храм. Ним у різні роки користувалася обновленчеська («синодальна»), українська автокефальна, традиційна «старослов'янська» («екзархистська») громади. Зрештою, у 1934 році як верхній, так і нижній храм були закриті, а будівлю використали як друкарня та книгосховище Всеукраїнської Академії наук. При цьому бані було розібрано.
У 1941 році в соборі відновилися богослужіння. По війні стан споруди вимагав ремонту, що відбувся у 1948—1949 роках, значною мірою завдяки організаційним зусиллям ігумені Архелаї. У 1949 році був знову освячений головний престол в ім'я Св. Миколая. Інші престоли змінили назви: у 1950 році освячені престол південного приділу верхнього храму в ім'я Всіх Святих, а також у нижньому храмі головний престол в ім'я Ікони Божої Матері «Життєдайного джерела» та приділ в ім'я Св. Серафима Саровського; у 1951 році престол північного приділу верхнього храму освячено в ім‘я Св. Сергія Радонезького.
1981 року собор постраждав через пожежу, що сталася від удару блискавки. Після цього тут проводилися відновлювальні роботи. Протягом 1980-х років було здійснено також внутрішній стінопис верхнього храму, над яким працювали майстри з Почаївської лаври. Найбільш помітною композицією, розміщеною на східній стіні, є «Покрова Богородиці у Влахерні».

## Сучасний стан
Тривалий час зовнішнє сприйняття собору як у безпосередній близькості, так і у загальних панорамах було погіршене відсутністю бань. У 2005—2008 році проведено реставраційні роботи з їх відтворення (архітектори Ю. Лосицький, Г. Донець). Завдяки цьому відновилася роль Миколаївського собору як однієї з важливих домінант у міському просторі. Щоправда, негативний вплив на його теперішнє сприймання справляє будівництво сучасних висотних споруд навколо Покровського монастиря.

## Розміри собору
Храм у плані близький до прямокутного, завдовжки 53,25 м, завширшки 38,34 м. Повна висота (від найнижчої точки цоколя до верха хреста на головній бані) 64,0 м (за іншими даними, після реставрації вона сягнула 67 м). Собор розрахований на 2500 віруючих (крім нижньої церкви) і є найбільшим храмом Києва.

## Святині
Святинею храму є чудотворний список ікони Божої Матері Почаївської, молитва перед яким дозволила великій княгині здобути полегшення від хвороби. Серед інших святинь — чудотворний список з ікони Божої Матері Троєручиці, ікони Святителя Миколая та Преподобного Сергія Радонезького з частками мощей.
З 2010 року в соборі зберігаються нетлінні мощі засновниці монастиря — преподобної Анастасії Київської.

## Цікаві подробиці
Восени 1943 року, вже після відродження монастирського життя, у нижньому храмі собору переховувалися кияни, які не бажали за наказом окупантів залишити місто перед його звільненням від гітлерівців.

## Галерея

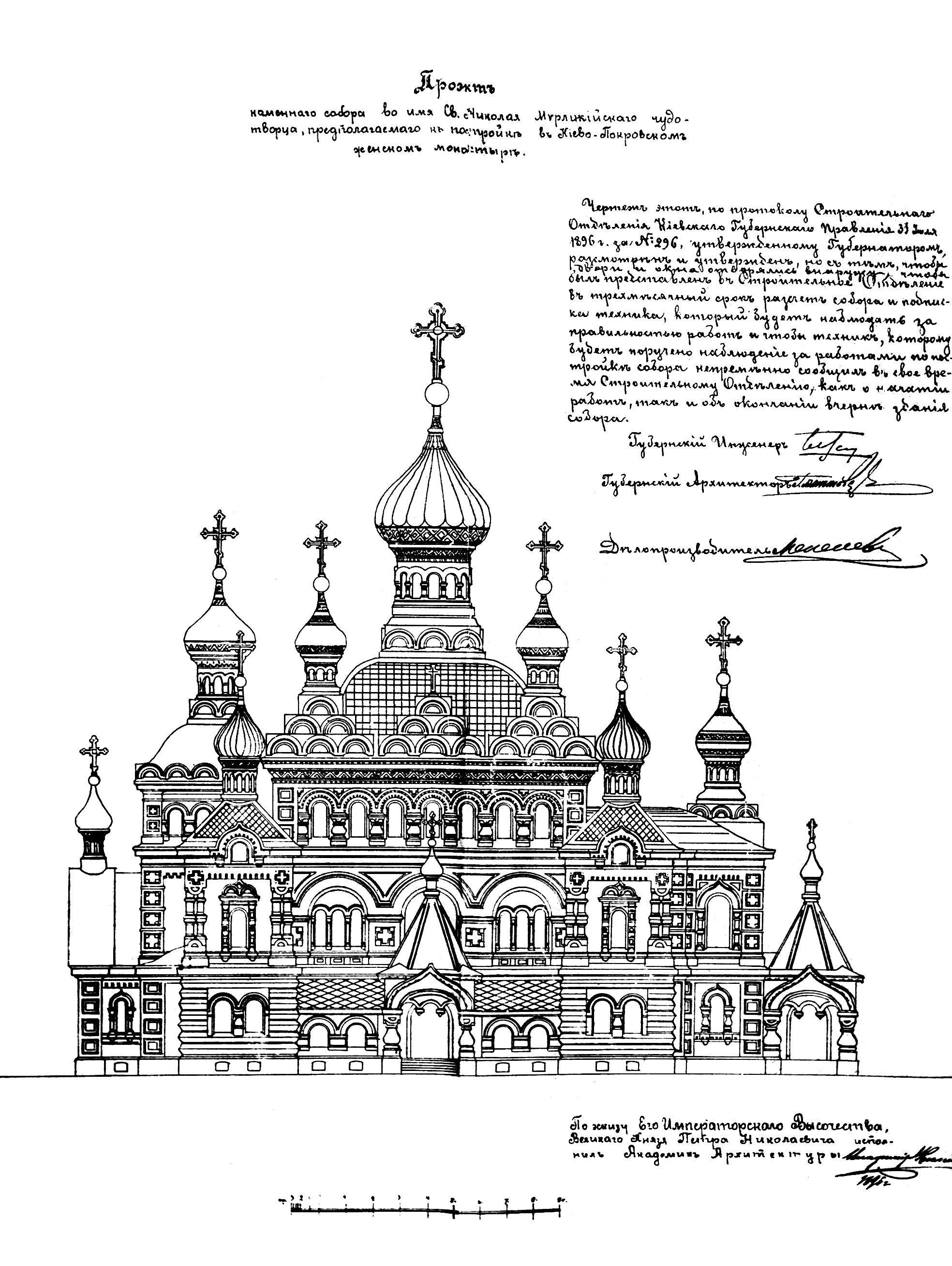
Проект Миколаївського собору (В. Ніколаєв, 1896 р.)
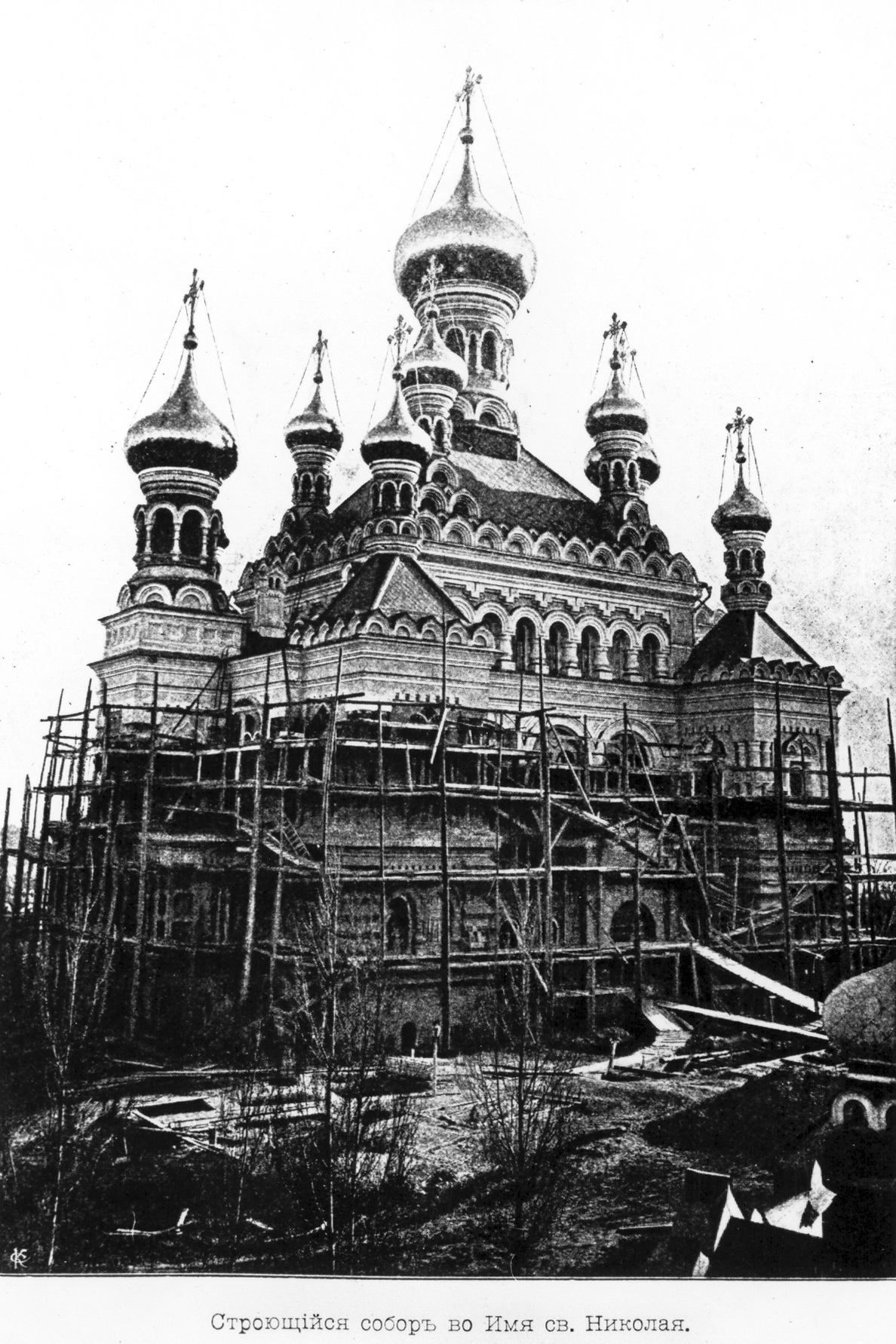
Будівництво Миколаївського собору (1905 р.)
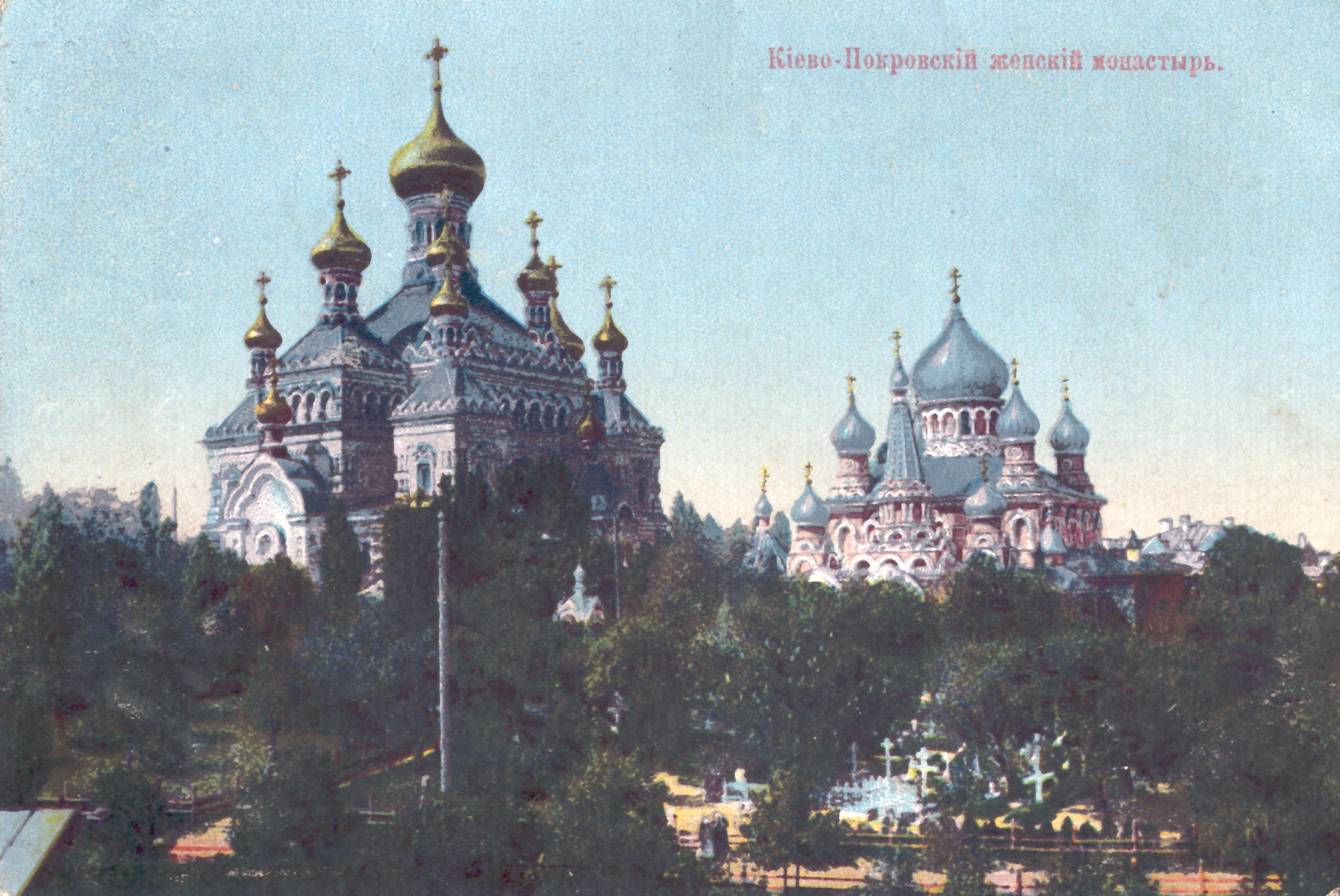
Миколаївський собор і Покровська церква (1910-і рр.)
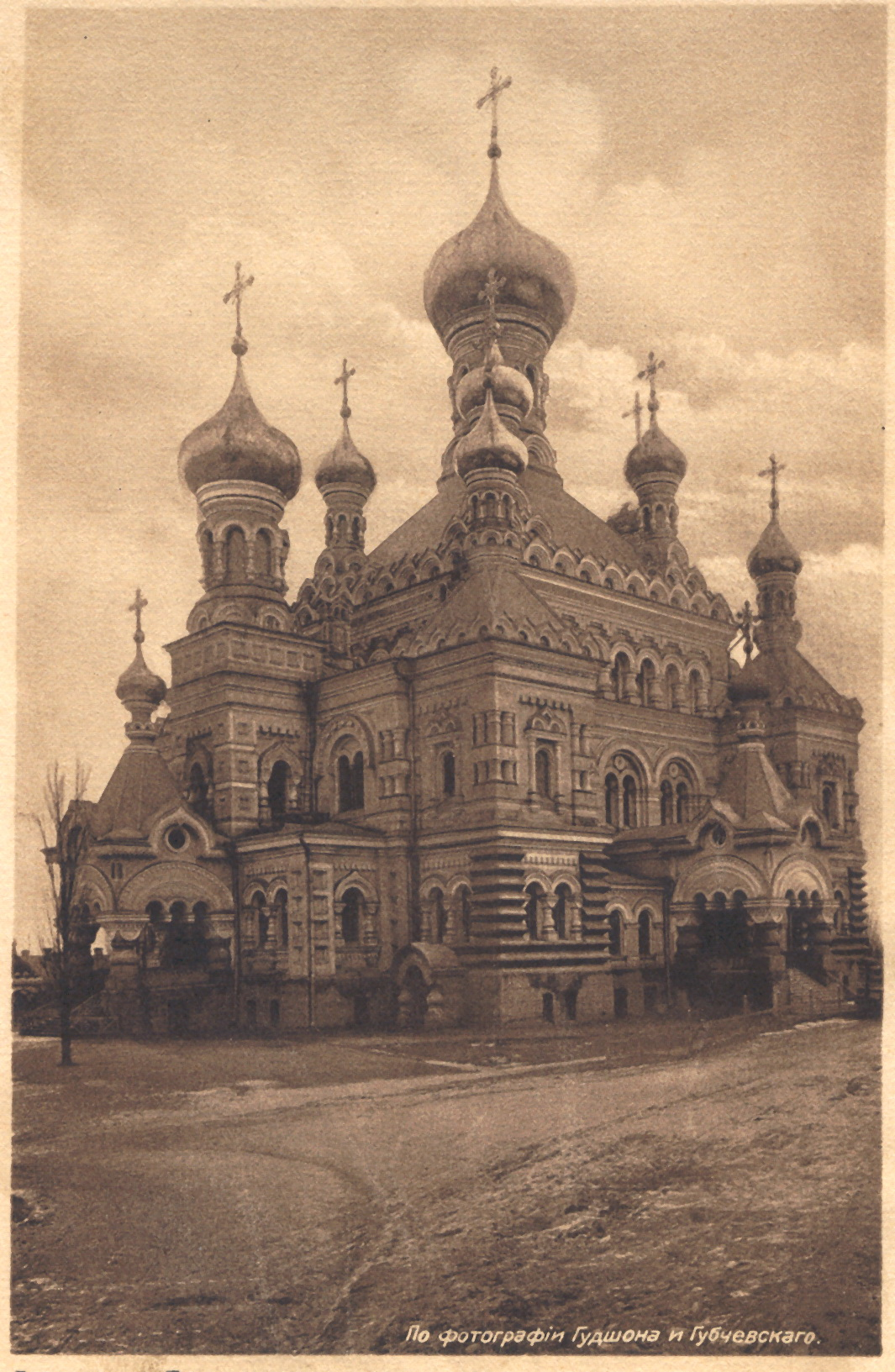
Миколаївский собор (1910-і рр.)
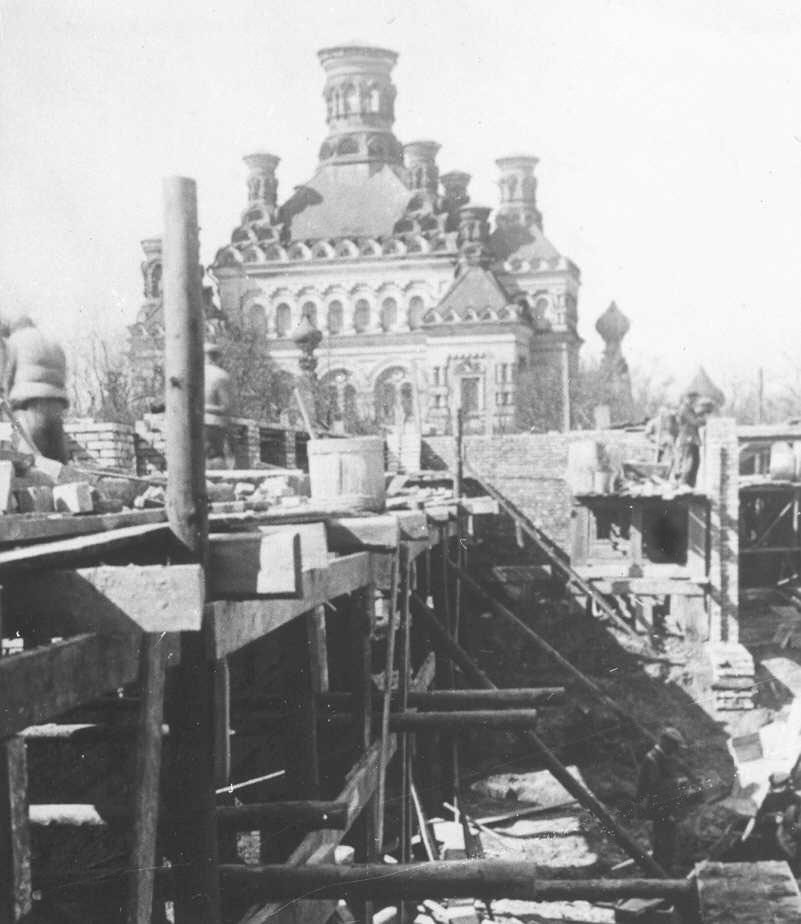
Миколаївський собор, позбавлений бань (1935 р.)
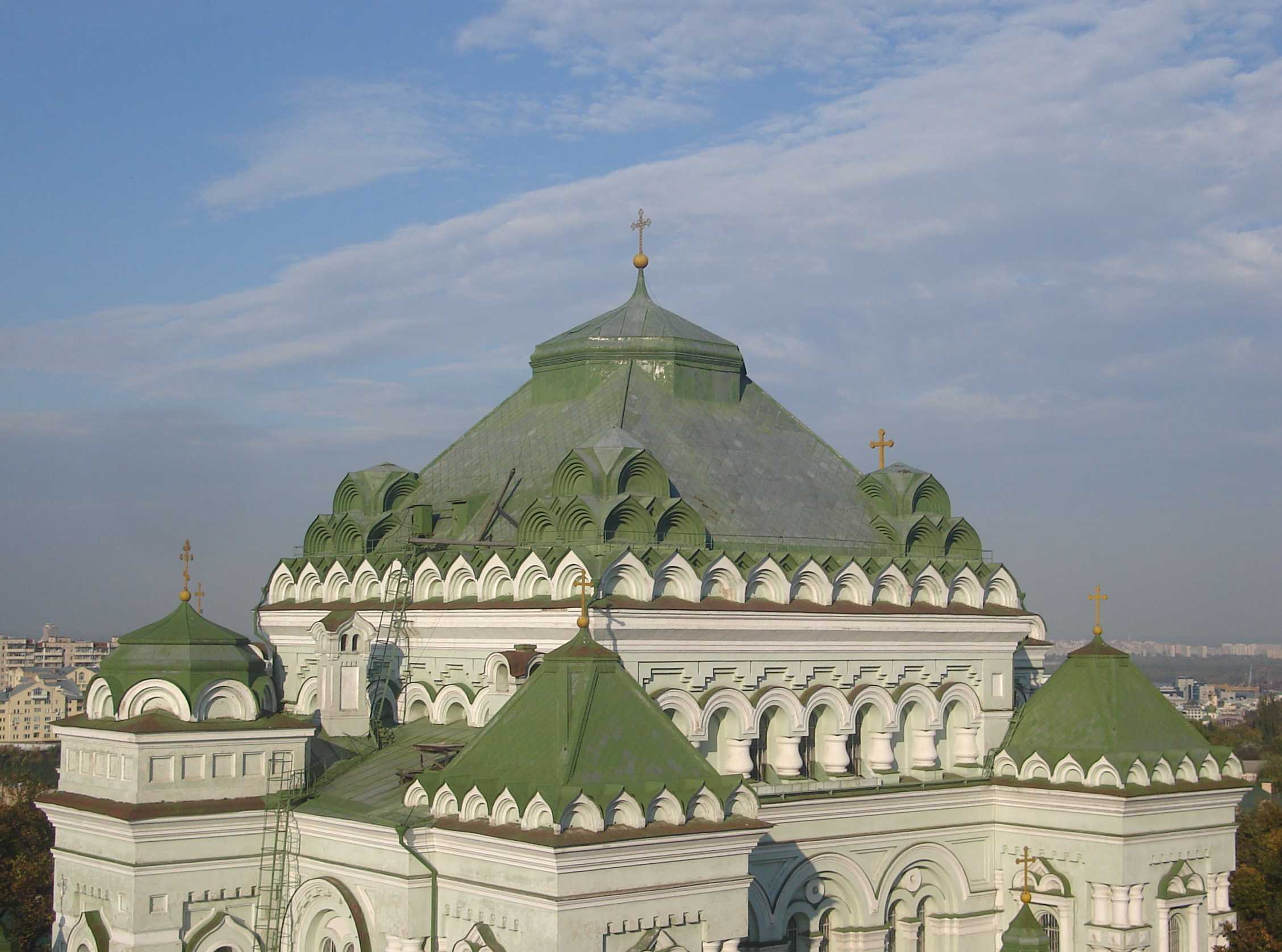
Миколаївський собор до реставрації (2006 р.)
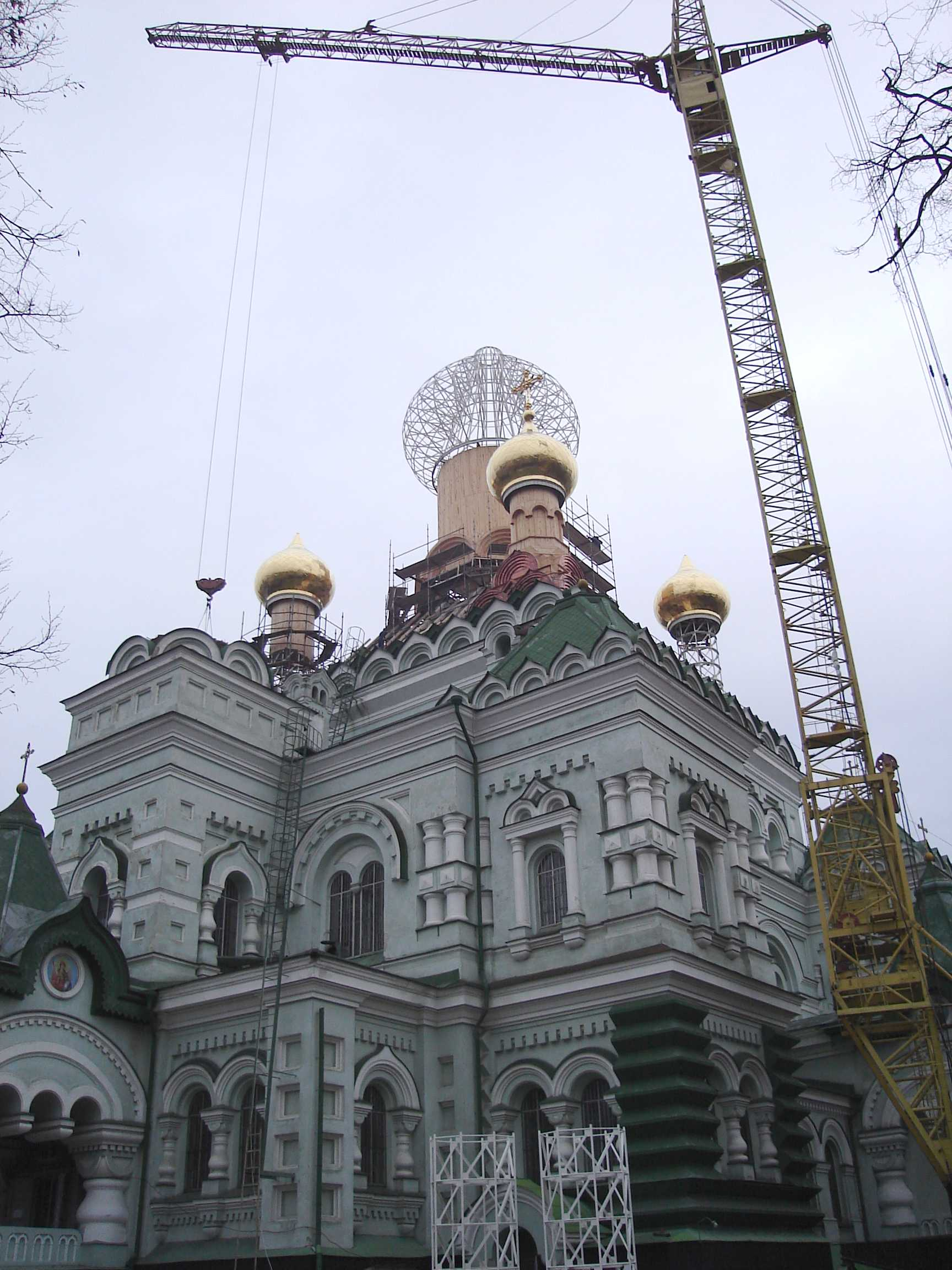
Миколаївський собор під час реставрації (2007 р.)
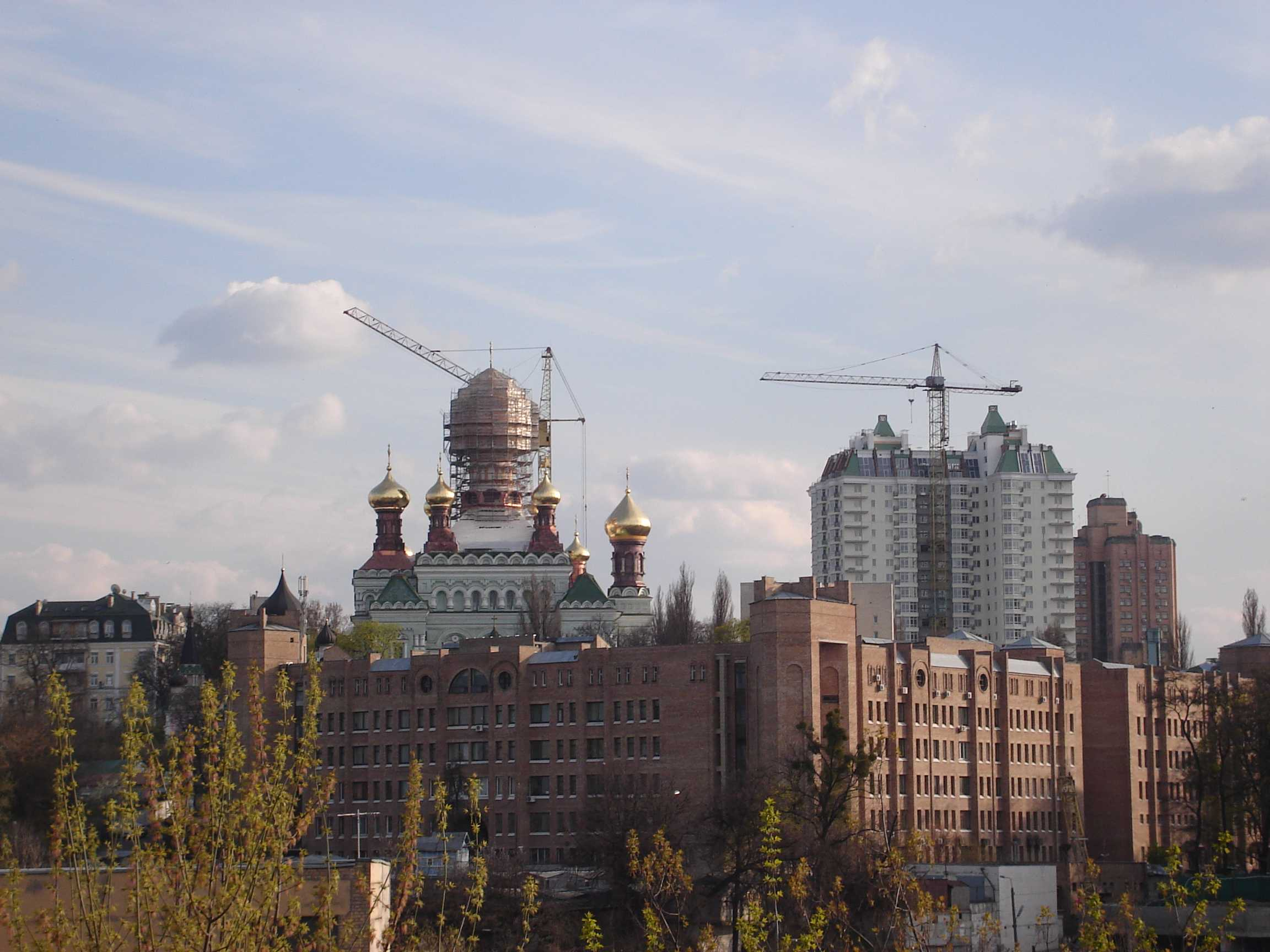
Миколаївський собор у панорамі забудови (2007 р.)
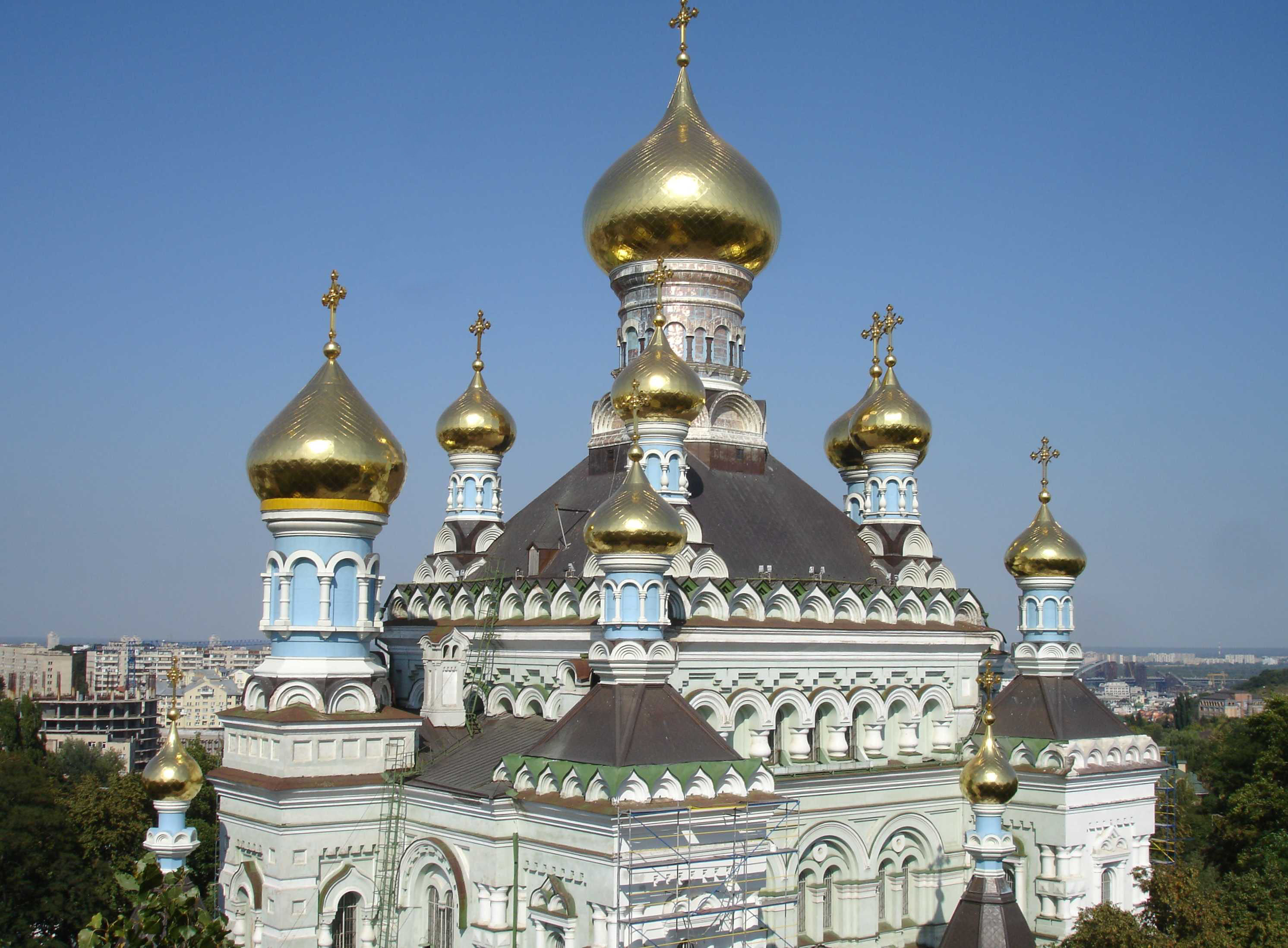
Миколаївський собор після реставрації
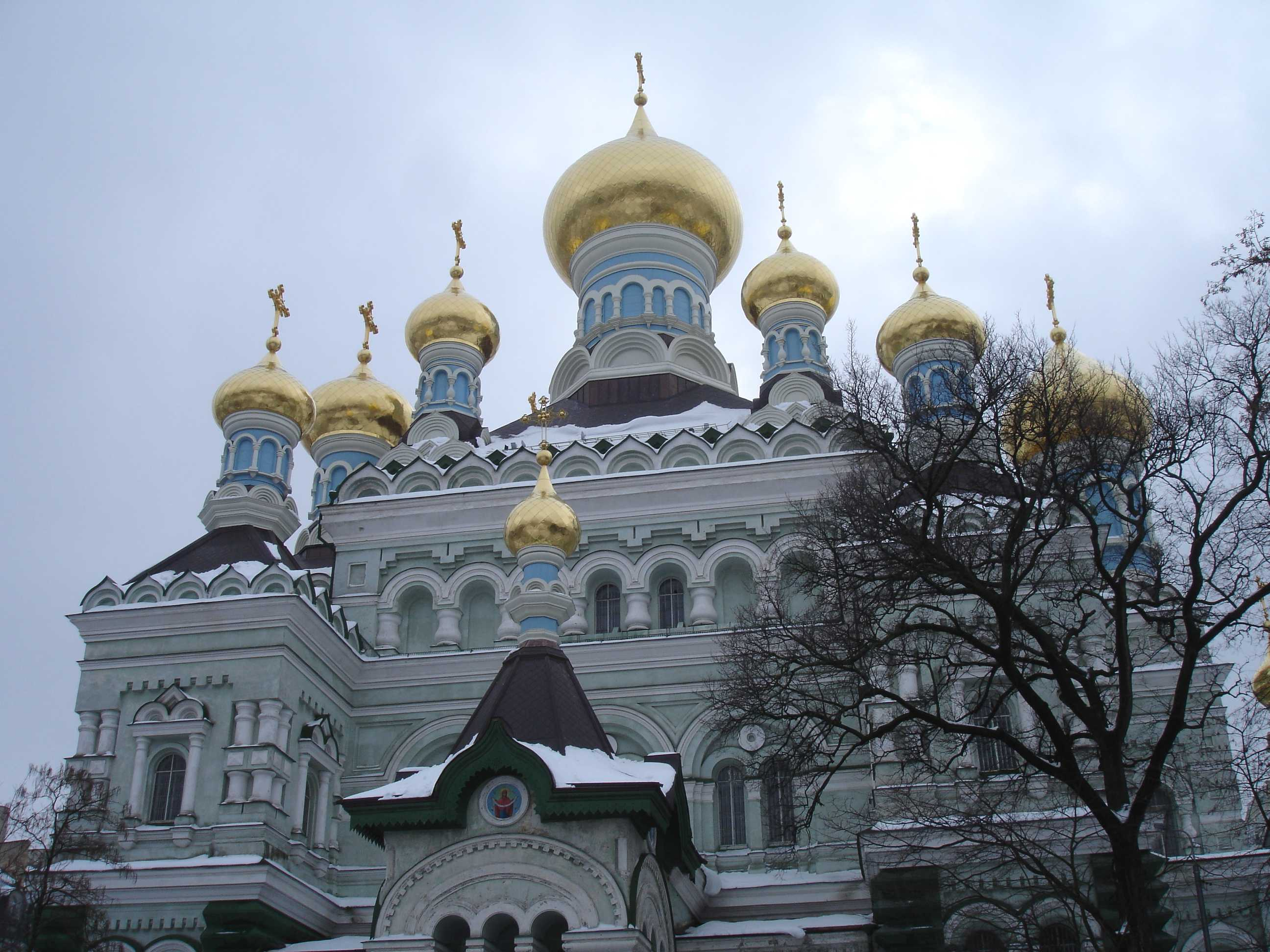
Миколаївський собор взимку
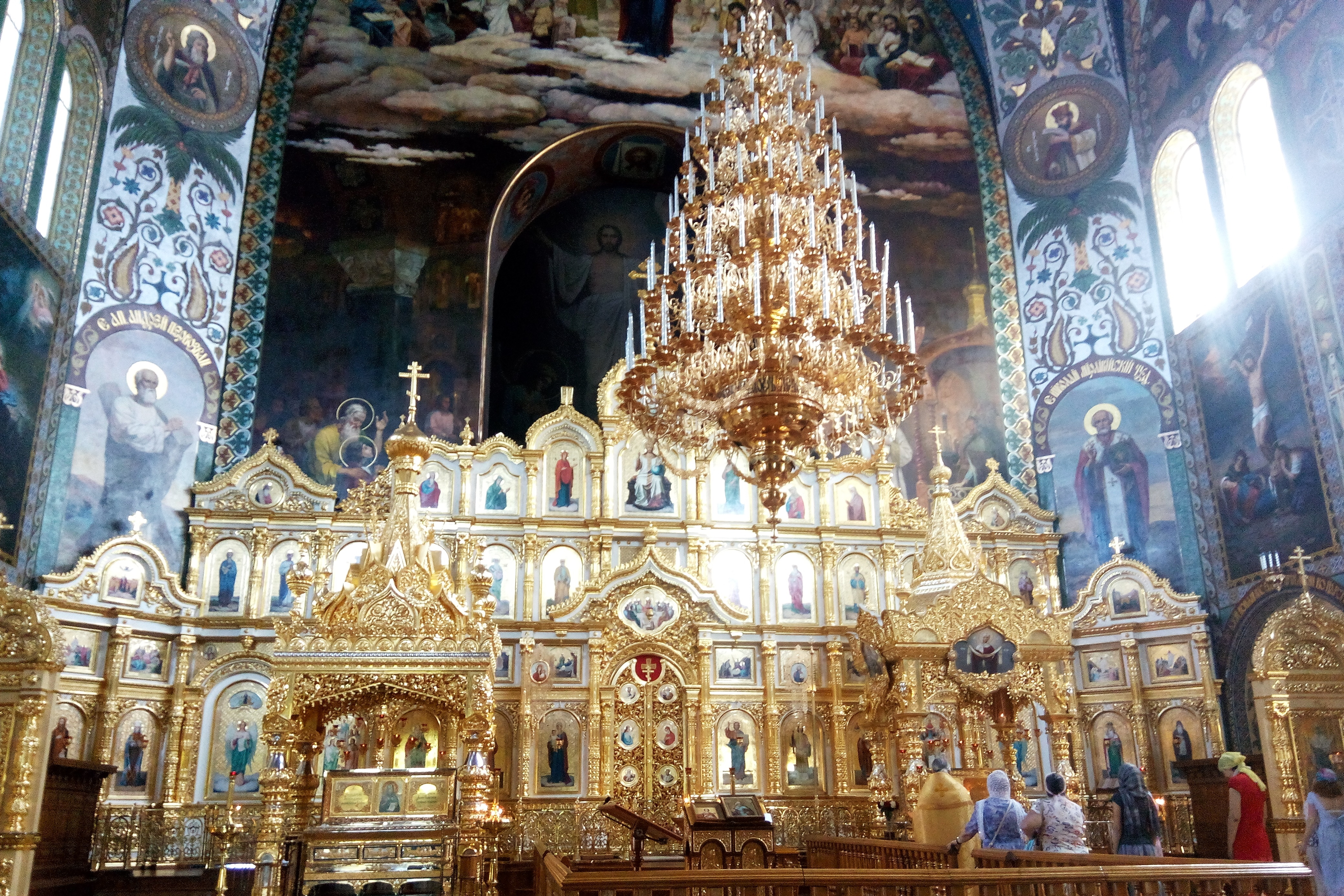
Іконостас
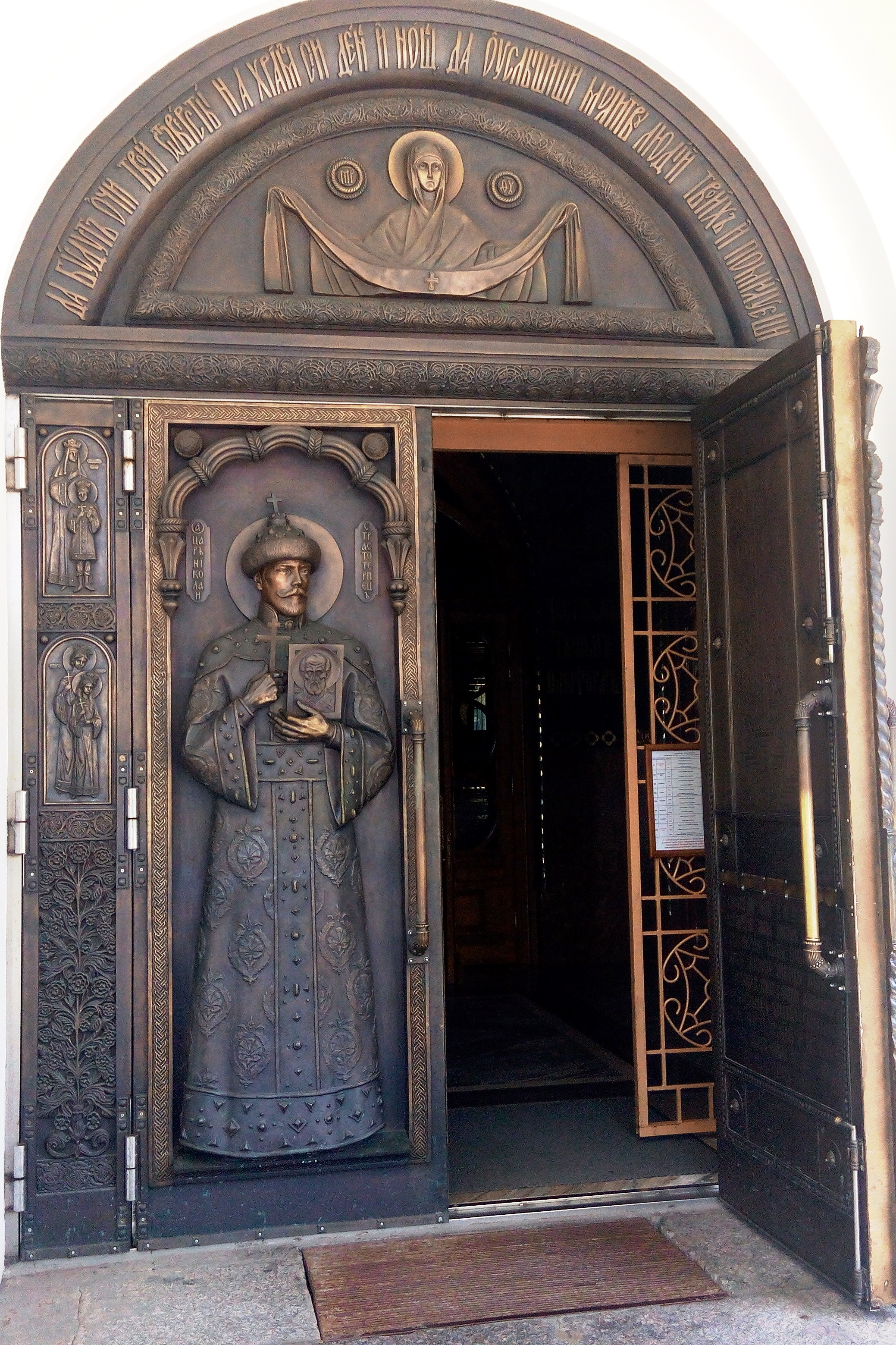
Бронзові вхідні двері в собор